# 無彩限のファントム・ワールド
『無彩限のファントム・ワールド』（むさいげんのファントム・ワールド、英: Myriad Colors Phantom World）は、秦野宗一郎による日本のライトノベル。イラストはしらびが担当している。KAエスマ文庫（京都アニメーション）より2013年12月から2016年2月まで刊行された。
秦野宗一郎のデビュー作。第4回京都アニメーション大賞小説部門奨励賞受賞作品の『ファントム・ワールド』を加筆・修正し、2013年12月に第1巻が発行された。2016年1月から3月までテレビアニメが放送された。

## あらすじ
第1巻
21世紀初め、遺伝子組み換え施設を襲った爆破テロにより特殊なウイルスが流出する事件が発生。その結果、人の脳構造が突然変異し、『ファントム』と呼ばれる幽霊や妖怪を認識できるようになった、そして子供たちの中には､ファントムに対抗できる特殊な力を持つ能力者も現れた。
ホセア学院に通う一条晴彦も能力者の一人で、川神舞、和泉玲奈、水無瀬小糸たち能力者と共に、苦しくも楽しい煩悩溢れる学園生活を送っていた。しかし、ある事件をきっかけに、彼らはこの世界の真実を知ることになる。
第2巻
死闘の末、晴彦はファントムの瑠波に敗北する。その結果、全世界の人口の3分の2が消滅し、地上は凶悪なファントムが蔓延。残った人々は地下都市「ゲヘナ」に移住した。晴彦は全責任が自分にあると自分を責め続けていたが、舞たちの励ましに元気を取り戻して行った。しかし、そんな穏やかな日々を引き裂く様に、ファントム侵入警報が鳴り響く。晴彦も戦いに巻き込まれ、仲間たちが次々と傷つき倒れて行く。晴彦は禁断の能力を使って全ファントム消滅を目指し立ち上がる。
第3巻
ホセア学院の姉妹校であるヨベル学園に通う綿弓祈は、夜な夜な荒廃した街で高レベルファントムと戦う夢を見ていた。新年度に入り、祈と親友の川神鳴は、お嬢様の皇義千聖とクラスメイトになり、3人はすぐに打ち解け、その仲を深めていった。そんなある日、空に大きな亀裂が入り、そこから高レベルファントムが次々に現れた。ヨベル学園の脳機能エラー対策室だけでは退治し切れず、ホセア学院の脳機能エラー対策室を頼ることに。そんな中で、『阿頼耶識社』のトップ、華島冬湖が現れた。

## 登場人物
特記の無いものは、KAエスマ文庫公式サイトでの記述やテレビアニメ版公式サイトでの記述による。

### 原作から登場するキャラクター
一条 晴彦（いちじょう はるひこ）
声 - 下野紘、南央美（少年時）
本作の主人公。ホセア学院高等部1年。部屋の壁が本棚だらけなど、無類の本好きで雑学が得意。しかし、ファントムとの戦闘には無関係な知識ばかりで、舞から「残念知識の持ち主」と酷評されている。しかも運動神経がまったくといっていいほどなく、少し走っただけで息切れを起こすなど体力もない。
舞とは入学早々に姫野アリスからの顧問命令で強制的に組まされた不本意なものだが、体力と運動神経の無さから、舞に度々どやされ、挙句には玲奈の加入で不要と断じられるなど、ぞんざいに扱われている。後に見切りをつけるべく小糸にチームを組むことを頼み、了承されている。
スケッチブックを使ってファントムを封印・召喚する能力の持ち主。
川神 舞（かわかみ まい）
声 - 上坂すみれ
本作のヒロインの1人。晴彦が所属する脳機能エラー対策室、チームEのリーダー。ホセア学院高等部2年。サイドテールの髪型、巨乳、そして左右にある泣きボクロが特徴のクォーター。考えるより先に行動する体育会系であり、父親に習った中華拳法に「五行の氣」を纏わせた近接戦闘が得意。巨乳は服の上からでも分かるほどの90cm超えであり、初めてブラジャーを着けたのが小学5年の頃である。また、幼少期からヤンチャで、当時は人型のファントム2体（声 - 千菅春香、下地紫野）を相手にプロレス技をかけて（しかも不意打ちを仕掛けて）遊ぶほどだった。
チームEとなるまでは、あらゆる作戦を自分の独断専行でぶち壊しにしており、それによって生じた失敗を責任転嫁する身勝手さと粗暴さから多くのメンバーが泣かされ、遂にはチームを組むことをメンバー全員から拒否されるに至る。そして、顧問命令によって晴彦とコンビを強制的に組まされ、チームEを結成する羽目になるが、自分の足を引っ張る晴彦を邪魔としか思っておらず、玲奈の加入で不要と断じたほど。後に晴彦が意趣返しとばかりに小糸とチームを組んだ時には「あんたとは口きかない」と言い切っている（直後に玲奈にたしなめられたが）。
和泉 玲奈（いずみ れいな）
声 - 早見沙織
本作のヒロインの1人。ホセア学院への編入生。晴彦と同学年。お嬢様のような見た目とは裏腹に大食らい。大口を開けてファントムを「食べる」ことでファントムを封印できるという、「ファントム・イーター」の能力を持つ。しかし何でも食べるというわけではなく、食べたくないものは食べたくない。また、晴彦の怪我を治すなど、治癒能力も持っている。合気道を嗜んでいて、よく晴彦を「無礼者っ！」の台詞と同時に投げ飛ばしているが、それは条件反射的なモノで実際は「晴彦君」と親しげに呼ぶくらい仲が良い。両親が非常に厳格なため、暖かい家庭に憧れている。そこをファントムに付け込まれたことがある。姉が１人いるが厳しい家に嫌気がさし、家を出ている。
水無瀬 小糸（みなせ こいと）
声 - 内田真礼
本作のヒロインの1人。赤髪とヘッドホンが特徴の少女。本編開始以前から強い能力者であり、ファントムも単独で倒してきた。音を使った攻撃が得意であるが、それゆえにファントムに無効化される場合も多い。脳機能エラー対策室には所属せず、防衛省直属の「対ファントム要員」の候補生として単独行動をしているが、最近ではチームEと共に行動することも多い。それと同時に、仇のファントムを討つ時にずっと一緒に居てくれた晴彦には深い恩義を感じており、後に彼からチームを組むことを頼まれ、即座に了承したことから、晴彦に対しては意外とまんざらではないらしい。
諸橋 翔介（もろはし しょうすけ）
声 - 阪口大助
晴彦のクラスメイトの少年。炎を操る能力者。先輩の男子生徒2人と共に3人チームで活動している。
姫野 アリス（ひめの アリス）
声 - 井上喜久子
ホセア学院の「脳機能エラー対策室」の顧問を務めている女性。周囲からは「リス」と呼ばれている。
穏やかな性格だが、舞と組むよう入学早々の晴彦を騙した上で顧問命令として強制するなど、腹の底が読めない女性。
瑠波（ルーパ）
「特異能力者襲撃事件」の犯人で、高レベルのファントム。人間の脳内情報を奪い、特異能力者はその能力まで奪われる。脳内情報を奪われるとその人は消滅し、他人からもその人に関する記憶が消滅する。普段の容姿は舞を洋風にした感じであるが、容姿はさまざまな人間のそれに変化させることができる。
テレビアニメ版では「エニグマ」として登場。詳細は#アニメオリジナルキャラクターを参照。
華島 冬湖（かしま とうこ）
日本で初めての「能力者」とされ、「最初に見出されし子」と称される。幼少期から卓越した才能を持ち、3歳時の知能指数は195とされている。すべての能力を使えるとされており、「彼」と呼ばれる謎の存在と精神交流しているとされるが、「彼」の存在には諸説ある。現在は阿頼耶識社のトップに就任している。
常羽 りーら（ときわ りーら）
ホセア学院中等部に所属する少女。自身と他人の傷を治療する「自己再生・治癒能力」を持つ「特異能力者」。それゆえ、「アンデッド・ドーター」（不死身の娘）という異名を持つ。「人」の心を失いかけた晴彦の「エロスの鬼教官」を自称するが、すぐに服を脱ぎたがるのが欠点で、舞から「女子晴彦」という異名も付けられる。
深山 桜（みやま さくら）
ホセア学院高等部に所属し、晴彦たちとは同級生。茶色縁の眼鏡を掛けている。翔介からのプロポーズで付き合うことになる。能力の有無は不明。
綿弓 祈（わたゆみ いのり）
ヨベル学園に通う高校生で、ダンスのステップでファントムを召喚するという、珍しい「先天的召喚能力者」である。召喚できるファントムは12種に及び、ヨベル学園でも最強の能力者である。元々ダンスをやっていたが、同じステージで見た小糸の歌声に圧倒され、「自分にはセンスが無い」として辞めた。晴彦とは何かしらの関係がある。
川神 鳴（かわかみ めい）
舞の妹でイギリス生活が長かった帰国子女。イギリス仕込みの「魔女術」を操り、ファントムと戦う。特異能力者ではないが、防衛省が「特異能力者の亜種」としたことや姉のこともあり、脳機能エラー対策室に所属している。スタイルは姉とは正反対で、本人はことあるごとに「胸成分が欲しい」と言っている。日本語は片言。
皇義 千聖（すめらぎ ちあき）
巨大財閥「皇義グループ」の一人娘。高校の課程はすでに終えているが、「庶民の生活を知るため」と両親に強制されてヨベル学園に通わされることになった。和歌を口ずさむ癖がある。玲奈の祖父の「和泉グループ」と玲奈を目の敵にしている。
美旅 楓（みたび かえで）
防衛省直属で、成人特異能力者により構成される「対ファントム要員」の指揮官を務める女性。自身も、ファントムに対して銃弾を浴びせることができる特異能力者である。第2巻から登場し、そのときは姓が不明だったが、第3巻でフルネームが判明した。

### アニメオリジナルキャラクター
ルル
声 - 田所あずさ
妖精のように小さく、少女の姿をしたファントム。晴彦の相方的存在であり、にぎやかな性格で彼に付き添う。悪さをしないので退治されずに済んでおり、ホセア学院内でも皆から親しまれている。本名は、「ルルラルリ・ルララリララ・ルルリリラリ・リララルルララ・ルルララリラリ」を自称している。
実は晴彦の抑圧された奔放な性格が実体化して生まれたため、エニグマに晴彦の能力が奪われていた間は普段から一転し、おしとやかな性格となっていた。容姿のモデルは晴彦が初めて夢中になった本に登場するキャラクター。
熊枕 久瑠美（くままくら くるみ）
声 - 久野美咲
気弱で内気な性格の女子小学生。ホセア学院初等部4年。登校途中に偶然舞とファントムの戦闘を見て以来、彼女たちのファンになる。クマが大好き。水玉模様のクマのぬいぐるみ「アルブレヒト」を持ち歩いており、話し相手にしている。「ドールマスター」の能力者であり、「アルブレヒト」に戦ってもらう。
アルブレヒト
声 - 置鮎龍太郎
久瑠美がいつも持ち歩いているクマのぬいぐるみ。久瑠美の特異能力によって巨大化し、大型のファントムと格闘できる。また、小型でも自力で活動できる。久瑠美の脳内妄想が生み出したぬいぐるみ王国では、姫となった彼女の家来として働いていた。

ビーチエンジェルズ
脳機能エラー対策室に属しており、晴彦たちの先輩に当たる女子生徒3人。名前は3人とも不明。金髪で巨乳のお嬢様系、短髪の体育会系、ロングヘアーのお淑やか系（声 - 南央美）の3人とも、水属性の能力を使える。
エニグマ
声 - 中原麻衣
阿頼耶識社が極秘に研究していた人造ファントムであり、原作での瑠波に相当する。ファントムとしての姿は、黒髪の妖艶な美女となっている。特異能力者の能力を奪うが、奪われた者が消滅することは無い。また、人間の精神と実体を乗っ取ることが可能である。
すべてのファントムと人間を従えさせようと能力者を襲い、晴彦の母親（声 - 中原麻衣）の身体を乗っ取って彼の能力も奪うが、舞たちの尽力で能力を取り戻した晴彦によって封印される。

## 用語
ファントム
人々がこれまで妖怪や悪魔、幽霊などと称してきた、普通は不可視な物の総称。21世紀初頭のバイオテロで人々の脳機能が変化したため、一般人にも見えるようになった。人々の強い思いが結集して発生する。ファントム自体でも実体は持つが、物に思いが憑いていると、その物の実体を借りて発生することもある。ファントムには力ごとにレベルが設けられている。
ファントムのレベル区分は以下の通り。
- レベル1：人々に悪戯をする、または周辺に悪影響を及ぼす
- レベル2：人々を負傷させる
- レベル3：社会にダメージを与える

特異能力者
正式名称を「幻影操作能力者」といい、ファントムに対抗する力を持った者のことを指す。ファントムへの直接攻撃、ファントムを封印、ファントムを召喚するといったファントムに直接関わる能力のほか、身体の再生・治癒能力も含まれる。
脳機能エラー対策室
通称「クラブ」。一部の学校に設置され、現役の学生特異能力者たちが入るグループ。2 - 3人によるチームを結成し、チーム単位でファントムの退治依頼を受ける。国を守る仕事のため、退治すれば防衛省から「報酬」が貰える。「報酬」は現金以外で、許可が通れば希望した物品を貰える（舞は生活用品、晴彦は絵画セット、玲奈は食べ放題の食事券）。ただし、ファントム退治の際に建物や施設を破壊しすぎれば報酬よりも弁償の額が大きくなるため、弁償を言い渡されるか無報酬にされる。
ホセア学院
関東地方南西部に位置するマンモス学校。初等部から高等部までが存在し、多数の生徒が通っている。よくファントムが出現することもあり、「脳機能エラー対策室」が設置されている。
対ファントム要員/ファントム対策局
防衛省直属で、成人特異能力者で結成される特殊部隊。特に高レベルのファントム退治などを請け負う。能力が秀逸な特異能力者は、成人になる前に防衛省から「対ファントム要員候補生」に認められることもある。「対ファントム要員候補生」となれば、クラブに所属しなくても単独でファントムとの格闘ができる。
アニメ版では「ファントム対策局」となっている。
PAROLE（パロール）
特異能力者たちが能力を行使する前に発する言葉。本来、能力はPAROLE無しでも行使可能だが、能力の目的・方向を定めて能力を強化する、いわゆるルーティーンのようなものである。そのことから防衛省が使用を促しているが、防衛省のPALOREの見本が格好悪いとのことで、特異能力者たちはオリジナルのPALOREを発案している。
阿頼耶識社（あらやしきしゃ）
日本を中心に、医薬品・バイオ製品を製造する多国籍企業。傘下に多数の研究施設・病院を抱えている。21世紀初頭、阿頼耶識社関連の遺伝子組み換え研究施設がテロに巻き込まれたことにより人々の脳構造が変化し、ファントムが見えるようになった。特異能力者の能力検査も行っている。

## 既刊一覧
- 秦野宗一郎（著） / しらび（イラスト） 『無彩限のファントム・ワールド』 京都アニメーション〈KAエスマ文庫〉、全3巻
  1. 2013年12月20日発売[9]、ISBN 978-4-907064-13-6
  2. 2015年10月30日発売[9]、ISBN 978-4-907064-34-1
  3. 2016年2月17日発売[9]、ISBN 978-4-907064-45-7
    - 2016年2月11日に発売予定[10]だったが、修正のため2月17日に延期となった[11]。

## テレビアニメ
| 原作                            | 秦野宗一郎（KAエスマ文庫）          |
| 原作イラスト                    | しらび                              |
| 製作                            | 八田陽子、古川陽子 井上俊次、沖中進 |
| 監督                            | 石原立也                            |
| シリーズ構成                    | 志茂文彦                            |
| キャラクターデザイン 総作画監督 | 池田和美                            |
| 美術監督                        | 渡邊美希子                          |
| 色彩設計                        | 宮田佳奈                            |
| 小物設定                        | 唐田洋                              |
| ファントムデザイン              | 澤真平                              |
| 撮影監督                        | 中上竜太                            |
| 3D監督                          | 山本倫                              |
| 編集                            | 重村建吾                            |
| 音響監督                        | 鶴岡陽太                            |
| 音楽                            | EFFY                                |
| 企画プロデューサー              | 八田英明                            |
| プロデューサー                  | 大橋永晴、中村伸一 斎藤滋、西出将之 |
| アニメーション制作              | 京都アニメーション                  |
| 製作                            | 無彩限の製作委員会                  |

2015年8月にアニメ化が発表され、2016年1月から3月まで朝日放送・TOKYO MXほかにて放送された。なお、同年10月5日発売のBD/DVD第7巻にはテレビ未放送のOVAが収録されるが、その内容は男性向け要素やコメディー要素をさらに盛り込んだものであることが、第13話のテレビ放送時のTVCMで明かされている。
アバンでは、晴彦とルルによるコミカルな前説がほぼ毎回行われる。次回予告は、朝日放送での放送終了後の毎週木曜日にYouTubeを介した公式サイトでのネット配信という形式を取っており、テレビ放送はされていない。
アニメーション制作を担当する京都アニメーションは男性への性的な視聴者サービス（いわゆる女体の艶めかしい描写）を抑えた作風で知られるが、本作についてはそれに注力した内容となっており、特に乳揺れについては放送開始前に公開されたPVやTVCMの時点から豊富に盛り込まれ、注目を集めている。アニメイトTVが実施した「2016冬アニメ放送直前！ みんなが何を観るかが分かった！」でも、総合で18位、男性で6位、世代別の調査では40代の男性で『赤髪の白雪姫』（第2期）と並ぶ3位をそれぞれ記録した。
2015年12月24日には丸の内ピカデリーにて第1話の先行上映会が開催され、監督の石原立也や主要声優陣が登壇した。その壇上で、石原は本作の制作に際して「あまり小難しくも湿っぽくもならない楽しい作品にしたい」旨を語ったうえで女体（特に舞のような巨乳）へのこだわりを語り、観客の爆笑を誘っている。また、第1話の放送後には舞がリンボーダンスに挑むセクシーシーンを中心としてインターネット上で話題になったが、石原はMANTANWEBのインタビューに「シリアスよりもコメディーが好き」旨を前置きしたうえで「本作は中高生の男の子が読む漫画雑誌のような少しお色気もあるイメージ」である旨を語っているほか、ルルをはじめとするアニメオリジナルキャラクターを登場させたことについては、「1クールでメインキャラクターが3、4人というのは少ない」からである旨を語っている。ただ、学園バトル要素については「他の作品と違った見せ方ができていないのかもしれず、視聴者が興味があることも限られている」旨を語っている。
2016年7月10日には、舞浜アンフィシアターにて主要声優陣やオープニング歌手のSCREEN modeらが登壇するスペシャルイベントが開催された。

### 主題歌
オープニングテーマ「Naked Dive」
作詞 - 勇-YOU-、松井洋平 / 作曲・編曲 - 太田雅友 / 歌 - SCREEN mode
エンディングテーマ「純真Always」（第1話 - 第12話、番外編）
作詞 - 結城アイラ / 作曲・編曲 - 堀江晶太 / 歌 - 田所あずさ

### 各話リスト
| 話数   | サブタイトル               | 脚本     | 絵コンテ   | 演出       | 作画監督   |
| ------ | -------------------------- | -------- | ---------- | ---------- | ---------- |
| 第1話  | ファントムの時代           | 志茂文彦 | 武本康弘   | 三好一郎   | 秋竹斉一   |
| 第2話  | 迷惑UFOをやっつけろ！      | 志茂文彦 | 北之原孝將 | 北之原孝將 | 明見裕子   |
| 第3話  | 記憶コピペ作戦             | 志茂文彦 | 藤田春香   | 藤田春香   | 池田晶子   |
| 第4話  | 模造家族                   | 志茂文彦 | 石立太一   | 石立太一   | 植野千世子 |
| 第5話  | 特異能力が使えない！       | 志茂文彦 | 山村卓也   | 山村卓也   | 門脇未来   |
| 第6話  | 久瑠美とぬいぐるみ王国     | 山田由香 | 山田尚子   | 小川太一   | 丸木宣明   |
| 第7話  | シュレーディンガーの猫屋敷 | 吉田玲子 | 河浪栄作   | 河浪栄作   | 瀬崎利恵   |
| 第8話  | 猿温泉を突破せよ！         | 西川昌志 | 北之原孝將 | 北之原孝將 | 明見裕子   |
| 第9話  | 幕末ファントム異聞         | 志茂文彦 | 石原立也   | 三好一郎   | 角田有希   |
| 第10話 | 小さいルルの大きな夢       | 山田由香 | 藤田春香   | 藤田春香   | 岡村公平   |
| 第11話 | ちびっ子晴彦くん           | 吉田玲子 | 石立太一   | 石立太一   | 植野千世子 |
| 第12話 | 母は帰りぬ                 | 志茂文彦 | 山村卓也   | 山村卓也   | 門脇未来   |
| 最終話 | 永遠のファントム・ワールド | 志茂文彦 | 小川太一   | 武本康弘   | 丸木宣明   |
| 番外編 | 水玉の奇跡                 | 山田由香 | 河浪栄作   | 河浪栄作   | 瀬崎利恵   |

### 放送局
| 放送期間               | 放送時間                     | 放送局     | 対象地域   | 備考                                           |
| ---------------------- | ---------------------------- | ---------- | ---------- | ---------------------------------------------- |
| 2016年1月7日 - 3月31日 | 木曜 0:00 - 0:30（水曜深夜） | TOKYO MX   | 東京都     |                                                |
|                        | 木曜 2:05 - 2:35（水曜深夜） | テレビ愛知 | 愛知県     |                                                |
|                        | 木曜 2:14 - 2:44（水曜深夜） | 朝日放送   | 近畿広域圏 | 製作委員会参加 / 『水曜アニメ〈水もん〉』第1部 |
| 2016年1月8日 - 4月1日  | 金曜 0:00 - 0:30（木曜深夜） | BS11       | 日本全域   | 『ANIME+』枠                                   |
| 2016年1月10日 - 4月3日 | 日曜 0:30 - 1:00（土曜深夜） | AT-X       | 日本全域   | リピート放送あり                               |

| 配信期間              | 配信時間           | 配信サイト         | 備考                             |
| --------------------- | ------------------ | ------------------ | -------------------------------- |
| 2016年1月8日 - 4月1日 | 金曜 12:00 更新    | ニコニコチャンネル | 第1話期間限定無料、第2話以降有料 |
|                       |                    | dアニメストア      |                                  |
|                       | 金曜 23:00 - 23:30 | ニコニコ生放送     |                                  |

### BD / DVD
| 巻 | 発売日        | 収録話          | 規格品番   | 規格品番   |
| 巻 | 発売日        | 収録話          | BD         | DVD        |
| -- | ------------- | --------------- | ---------- | ---------- |
| 1  | 2016年4月6日  | 第1話 - 第2話   | PCXE-50601 | PCBE-55211 |
| 2  | 2016年5月11日 | 第3話 - 第4話   | PCXE-50602 | PCBE-55212 |
| 3  | 2016年6月1日  | 第5話 - 第6話   | PCXE-50603 | PCBE-55213 |
| 4  | 2016年7月6日  | 第7話 - 第8話   | PCXE-50604 | PCBE-55214 |
| 5  | 2016年8月3日  | 第9話 - 第10話  | PCXE-50605 | PCBE-55215 |
| 6  | 2016年9月7日  | 第11話 - 第12話 | PCXE-50606 | PCBE-55216 |
| 7  | 2016年10月5日 | 最終話 + OVA    | PCXE-50607 | PCBE-55217 |

### 映像特典
『無制限のファントム・ワールド』は、BD/DVD各巻収録のピクチャードラマ。
| 話数 | サブタイトル | シナリオ | 絵コンテ   | 演出       | 作画監督   |
| ---- | ------------ | -------- | ---------- | ---------- | ---------- |
| 1    | 対策その1    | 志茂文彦 | 石原立也   | 石原立也   | 岡村公平   |
| 2    | 対策その2    | 西川昌志 | 藤田春香   | 藤田春香   | 岡村公平   |
| 3    | 対策その3    | 西川昌志 | 藤田春香   | 藤田春香   | 丸木宣明   |
| 4    | 対策その4    | 西川昌志 | 藤田春香   | 藤田春香   | 岡村公平   |
| 5    | 対策その5    | 西川昌志 | 北之原孝將 | 北之原孝將 | 角田有希   |
| 6    | 対策その6    | 西川昌志 | 北之原孝將 | 北之原孝將 | 角田有希   |
| 7    | 対策その7    | 西川昌志 | 石原立也   | 藤田春香   | 植野千世子 |

### Webラジオ
『『無彩限のファントム・ワールド』WEBラジオ「探偵ファントムスクープ」』は、2016年1月6日から10月26日まで音泉にて配信されていたラジオ番組。第1回に先駆け、2015年12月25日にクリスマス特別番組（第0回）が配信された。第1回から第14回まで毎週水曜日更新、第15回から第28回（最終回）まで月2回水曜日に更新された。アニメ本編に沿った内容を残しつつも、番組を「下野探偵事務所」という架空の機関に見立てたコーナーを中心に、ラジオオリジナル企画を前面に押し出した番組となっている。
パーソナリティは、下野探偵事務所 所長の下野紘（一条晴彦 役）と秘書の田所あずさ（ルル 役）。主題歌はアニメと同じ。なお、自主規制音には、『純真Always』が使用されており、隠語としても用いられる。
ゲスト
- 下野探偵事務所 事務員：高橋伸也（柳原先生他 役） - 第20回、第21回

コーナー
- ふつおた - アニメ、ラジオの感想など、普通のお便りを紹介する。
- 調査依頼 - リスナーから番組に調査して欲しい事象を募集。それを番組スタッフやパーソナリティが身体を張って「下野探偵事務所」の活動として実際に調査していく。
- 脳機能エラー報告室 - リスナーから、あたかも脳機能エラーが起きていそうな状況を募集し、番組ジングルとして発表する。
- ころあずに最低って言われたい！ - 田所に「最低！」と叫ばれそうな内容のメールを募集するコーナー。なお、下野に「バカ」といわれたいという内容のメールも募集している。
- ファントムタレコミメール - リスナーが発見した、ファントムらしき現象の目撃情報・対策・封印方法を募集する。

ラジオCD
- TVアニメ『無彩限のファントム・ワールド』ラジオCD（2016年5月25日） - ダミーヘッドマイクで録音された調査依頼の特別版を収録。

### Web番組
『無彩限のファントム・ワールド 宣伝対策室』は公式サイトで配信の出演キャストによるキャラクター紹介を名目にしたWebトーク番組。
| 話数           | サブタイトル                                      | 配信日        |
| -------------- | ------------------------------------------------- | ------------- |
| 01             | 一条晴彦編                                        | 2016年 1月5日 |
| 02             | 川神舞編                                          | 1月12日       |
| 03             | 和泉玲奈編                                        | 1月19日       |
| 04             | 水無瀬小糸編                                      | 1月26日       |
| 05             | 和泉玲奈編 その2                                  | 2月2日        |
| 06             | 一条晴彦編 その2                                  | 2月9日        |
| 00 EVENT       | イベント編                                        | 2月12日       |
| 07             | 熊枕久瑠美編                                      | 2月16日       |
| 08             | 水無瀬小糸編 その2                                | 2月23日       |
| 09             | 川神舞編 その2                                    | 3月1日        |
| 10             | 一条晴彦編 その3                                  | 3月8日        |
| 11             | ルル編                                            | 3月15日       |
| 12             | 川神舞編 その3                                    | 3月22日       |
| 13             | 一条晴彦編 その4                                  | 3月29日       |
| ニコニコ生放送 |                                                   |               |
| 1              | 宣伝対策室生放送スペシャル                        | 3月3日        |
| 2              | 宣伝対策室生放送スペシャル#2 〜ガールズトーク編〜 | 3月10日       |
| 3              | 宣伝対策室生放送スペシャル#3                      | 3月17日       |